# Gruppspelet i Svenska cupen i fotboll för damer 2024/2025
Gruppspelet i Svenska cupen i fotboll för damer 2024/2025 spelades mellan den 1 och 17 mars 2025. Gruppspelet bestod av 16 lag som delats upp i fyra grupper med fyra lag i varje grupp, alla lag i respektive grupp spelade mot varandra en gång. Gruppvinnarna gick vidare till semifinal.

## Kvalificerade lag
- AIK
- Alingsås IF
- BK Häcken
- Djurgårdens IF
- FC Rosengård
- Hammarby IF
- IF Brommapojkarna
- IFK Norrköping
- KIF Örebro
- Kristianstads DFF
- Linköpings FC
- Malmö FF
- Piteå IF
- Vittsjö GIK
- Växjö DFF
- Umeå IK

## Grupper

### Grupp 1
| Nr | Lag           | S | V | O | F | GM | IM | MS | P |
| -- | ------------- | - | - | - | - | -- | -- | -- | - |
| 1  | FC Rosengård  | 3 | 2 | 1 | 0 | 5  | 2  | +3 | 7 |
| 2  | Malmö FF      | 3 | 1 | 1 | 1 | 5  | 5  | 0  | 4 |
| 3  | Linköpings FC | 3 | 1 | 1 | 1 | 3  | 4  | −1 | 4 |
| 4  | Växjö DFF     | 3 | 0 | 1 | 2 | 6  | 8  | −2 | 1 |

|             | 3 mars 2025 | Malmö FF                                                | 4 – 3           | Växjö DFF                           | Malmö IP                                 |                                          |
| 19:00 UTC+1 | 19:00 UTC+1 | Isabella D'Aquila 22′ Sara Kanutte Fornes 42′, 66′, 88′ | (2 – 3) Rapport | 4′ Maja Bodin 7′, 31′ Miho Kamogawa | Malmö Publik: 322 Domare: Cecilia Ekwall | Malmö Publik: 322 Domare: Cecilia Ekwall |
| 19:00 UTC+1 | 19:00 UTC+1 |                                                         |                 |                                     | Malmö Publik: 322 Domare: Cecilia Ekwall | Malmö Publik: 322 Domare: Cecilia Ekwall |
| 19:00 UTC+1 | 19:00 UTC+1 |                                                         |                 |                                     | Malmö Publik: 322 Domare: Cecilia Ekwall | Malmö Publik: 322 Domare: Cecilia Ekwall |

|             | 4 mars 2025 | FC Rosengård                        | 2 – 0           | Linköpings FC | Malmö IP                               |                                        |
| 19:00 UTC+1 | 19:00 UTC+1 | Oona Sevenius 9′ Emilie Woldvik 53′ | (1 – 0) Rapport |               | Malmö Publik: 317 Domare: Maral Mirzai | Malmö Publik: 317 Domare: Maral Mirzai |
| 19:00 UTC+1 | 19:00 UTC+1 |                                     |                 |               | Malmö Publik: 317 Domare: Maral Mirzai | Malmö Publik: 317 Domare: Maral Mirzai |
| 19:00 UTC+1 | 19:00 UTC+1 |                                     |                 |               | Malmö Publik: 317 Domare: Maral Mirzai | Malmö Publik: 317 Domare: Maral Mirzai |

|             | 8 mars 2025 | Malmö FF                | 1 – 1           | FC Rosengård          | Stadion                                   |                                           |
| 15:00 UTC+1 | 15:00 UTC+1 | Isabella D'Aquila 45+1′ | (1 – 0) Rapport | 89′ Jo-Anne Cronquist | Malmö Publik: 8 797 Domare: Selma Griberg | Malmö Publik: 8 797 Domare: Selma Griberg |
| 15:00 UTC+1 | 15:00 UTC+1 |                         |                 |                       | Malmö Publik: 8 797 Domare: Selma Griberg | Malmö Publik: 8 797 Domare: Selma Griberg |
| 15:00 UTC+1 | 15:00 UTC+1 |                         |                 |                       | Malmö Publik: 8 797 Domare: Selma Griberg | Malmö Publik: 8 797 Domare: Selma Griberg |

|             | 9 mars 2025 | Växjö DFF                                        | 2 – 2           | Linköpings FC                        | Sportfältet Teleborg                   |                                        |
| 15:00 UTC+1 | 15:00 UTC+1 | Sophia Redenstrand 78′ Larkin Russell 84′ (str.) | (0 – 2) Rapport | 11′ Lilli Halttunen 38′ Eshly Bakker | Växjö Publik: 150 Domare: Amane Kandas | Växjö Publik: 150 Domare: Amane Kandas |
| 15:00 UTC+1 | 15:00 UTC+1 |                                                  |                 |                                      | Växjö Publik: 150 Domare: Amane Kandas | Växjö Publik: 150 Domare: Amane Kandas |
| 15:00 UTC+1 | 15:00 UTC+1 |                                                  |                 |                                      | Växjö Publik: 150 Domare: Amane Kandas | Växjö Publik: 150 Domare: Amane Kandas |

|             | 17 mars 2025 | FC Rosengård                         | 2 – 1           | Växjö DFF                    | Malmö IP                                 |                                          |
| 19:00 UTC+1 | 19:00 UTC+1  | Oona Sevenius 44′ Emilia Larsson 54′ | (1 – 0) Rapport | 78′ Bryndis Arna Nielsdottir | Malmö Publik: 252 Domare: Hanna Laajanen | Malmö Publik: 252 Domare: Hanna Laajanen |
| 19:00 UTC+1 | 19:00 UTC+1  |                                      |                 |                              | Malmö Publik: 252 Domare: Hanna Laajanen | Malmö Publik: 252 Domare: Hanna Laajanen |
| 19:00 UTC+1 | 19:00 UTC+1  |                                      |                 |                              | Malmö Publik: 252 Domare: Hanna Laajanen | Malmö Publik: 252 Domare: Hanna Laajanen |

|             | 17 mars 2025 | Linköpings FC             | 1 – 0           | Malmö FF | Bilbörsen Arena                              |                                              |
| 19:00 UTC+1 | 19:00 UTC+1  | María Ólafsdóttir Grós 1′ | (1 – 0) Rapport |          | Linköping Publik: 231 Domare: Cecilia Ekwall | Linköping Publik: 231 Domare: Cecilia Ekwall |
| 19:00 UTC+1 | 19:00 UTC+1  |                           |                 |          | Linköping Publik: 231 Domare: Cecilia Ekwall | Linköping Publik: 231 Domare: Cecilia Ekwall |
| 19:00 UTC+1 | 19:00 UTC+1  |                           |                 |          | Linköping Publik: 231 Domare: Cecilia Ekwall | Linköping Publik: 231 Domare: Cecilia Ekwall |

### Grupp 2
| Nr | Lag            | S | V | O | F | GM | IM | MS  | P |
| -- | -------------- | - | - | - | - | -- | -- | --- | - |
| 1  | BK Häcken      | 3 | 3 | 0 | 0 | 16 | 3  | +13 | 9 |
| 2  | Djurgårdens IF | 3 | 1 | 1 | 1 | 5  | 5  | 0   | 4 |
| 3  | Umeå IK        | 3 | 0 | 2 | 1 | 2  | 7  | −5  | 2 |
| 4  | Vittsjö GIK    | 3 | 0 | 1 | 2 | 2  | 10 | −8  | 1 |

|             | 2 mars 2025 | Umeå IK            | 1 – 1           | Djurgårdens IF    | Umeå Energi Arena                         |                                           |
| 15:00 UTC+1 | 15:00 UTC+1 | Linnéa Westbom 88′ | (0 – 0) Rapport | 68′ Mimmi Larsson | Umeå Publik: 109 Domare: Mattias Eriksson | Umeå Publik: 109 Domare: Mattias Eriksson |
| 15:00 UTC+1 | 15:00 UTC+1 |                    |                 |                   | Umeå Publik: 109 Domare: Mattias Eriksson | Umeå Publik: 109 Domare: Mattias Eriksson |
| 15:00 UTC+1 | 15:00 UTC+1 |                    |                 |                   | Umeå Publik: 109 Domare: Mattias Eriksson | Umeå Publik: 109 Domare: Mattias Eriksson |

|             | 3 mars 2025 | BK Häcken | 7 – 1           | Vittsjö GIK        | Bravida Arena                              |                                            |
| 18:00 UTC+1 | 18:00 UTC+1 | Monica Jusu Bah 25′ Amanda Altheden 30′ (sjm.) Matilda Nildén 57′, 80′ Felicia Schröder 63′ (str.) Novalie Jensen 90+1′ Alexandra Larsson 90+2′ | (2 – 0) Rapport | 71′ Hanna Ekengren | Göteborg Publik: 359 Domare: Selma Griberg | Göteborg Publik: 359 Domare: Selma Griberg |
| 18:00 UTC+1 | 18:00 UTC+1 | |                 |                    | Göteborg Publik: 359 Domare: Selma Griberg | Göteborg Publik: 359 Domare: Selma Griberg |
| 18:00 UTC+1 | 18:00 UTC+1 | |                 |                    | Göteborg Publik: 359 Domare: Selma Griberg | Göteborg Publik: 359 Domare: Selma Griberg |

|             | 9 mars 2025 | Djurgårdens IF                            | 2 – 0           | Vittsjö GIK | Kristinebergs IP                             |                                              |
| 14:00 UTC+1 | 14:00 UTC+1 | Pauline Hammarlund 13′ Elsa Pelgander 77′ | (1 – 0) Rapport |             | Stockholm Publik: 133 Domare: Cecilia Ekwall | Stockholm Publik: 133 Domare: Cecilia Ekwall |
| 14:00 UTC+1 | 14:00 UTC+1 |                                           |                 |             | Stockholm Publik: 133 Domare: Cecilia Ekwall | Stockholm Publik: 133 Domare: Cecilia Ekwall |
| 14:00 UTC+1 | 14:00 UTC+1 |                                           |                 |             | Stockholm Publik: 133 Domare: Cecilia Ekwall | Stockholm Publik: 133 Domare: Cecilia Ekwall |

|             | 9 mars 2025 | Umeå IK | 0 – 5           | BK Häcken                                                                          | Umeå Energi Arena                      |                                        |
| 15:00 UTC+1 | 15:00 UTC+1 |         | (0 – 1) Rapport | 38′ (str.), 76′, 85′ Felicia Schröder 64′ Hikaru Kitagawa 71′ (str.) Tabby Tindell | Umeå Publik: 252 Domare: Hugo Evebring | Umeå Publik: 252 Domare: Hugo Evebring |
| 15:00 UTC+1 | 15:00 UTC+1 |         |                 |                                                                                    | Umeå Publik: 252 Domare: Hugo Evebring | Umeå Publik: 252 Domare: Hugo Evebring |
| 15:00 UTC+1 | 15:00 UTC+1 |         |                 |                                                                                    | Umeå Publik: 252 Domare: Hugo Evebring | Umeå Publik: 252 Domare: Hugo Evebring |

|             | 15 mars 2025 | BK Häcken                                                             | 4 – 2           | Djurgårdens IF                           | Bravida Arena                                     |                                                   |
| 15:00 UTC+1 | 15:00 UTC+1  | Felicia Schröder 23′, 37′ Alexandra Larsson 90′ Paulina Nyström 90+3′ | (2 – 1) Rapport | 41′ Lucia Duras 90+5′ Pauline Hammarlund | Göteborg Publik: 529 Domare: Amanda Nylund Karman | Göteborg Publik: 529 Domare: Amanda Nylund Karman |
| 15:00 UTC+1 | 15:00 UTC+1  |                                                                       |                 |                                          | Göteborg Publik: 529 Domare: Amanda Nylund Karman | Göteborg Publik: 529 Domare: Amanda Nylund Karman |
| 15:00 UTC+1 | 15:00 UTC+1  |                                                                       |                 |                                          | Göteborg Publik: 529 Domare: Amanda Nylund Karman | Göteborg Publik: 529 Domare: Amanda Nylund Karman |

|             | 15 mars 2025 | Vittsjö GIK    | 1 – 1           | Umeå IK               | Österås IP                                  |                                             |
| 15:00 UTC+1 | 15:00 UTC+1  | Heidi Kollanen | (0 – 1) Rapport | 15′ Cassandra Larsson | Hässleholm Publik: 177 Domare: Maral Mirzai | Hässleholm Publik: 177 Domare: Maral Mirzai |
| 15:00 UTC+1 | 15:00 UTC+1  |                |                 |                       | Hässleholm Publik: 177 Domare: Maral Mirzai | Hässleholm Publik: 177 Domare: Maral Mirzai |
| 15:00 UTC+1 | 15:00 UTC+1  |                |                 |                       | Hässleholm Publik: 177 Domare: Maral Mirzai | Hässleholm Publik: 177 Domare: Maral Mirzai |

### Grupp 3
| Nr | Lag               | S | V | O | F | GM | IM | MS | P |
| -- | ----------------- | - | - | - | - | -- | -- | -- | - |
| 1  | Hammarby IF       | 3 | 3 | 0 | 0 | 10 | 2  | +8 | 9 |
| 2  | IF Brommapojkarna | 3 | 1 | 1 | 1 | 5  | 4  | +1 | 4 |
| 3  | Piteå IF          | 3 | 1 | 1 | 1 | 3  | 4  | −1 | 4 |
| 4  | Alingsås IF       | 3 | 0 | 0 | 3 | 0  | 8  | −8 | 0 |

|             | 2 mars 2025 | Alingsås IF | 0 – 1           | Piteå IF         | Gerdskenvallen                                    |                                                   |
| 14:00 UTC+1 | 14:00 UTC+1 |             | (0 – 0) Rapport | 74′ Emma Viklund | Alingsås Publik: 120 Domare: Amanda Nylund Karman | Alingsås Publik: 120 Domare: Amanda Nylund Karman |
| 14:00 UTC+1 | 14:00 UTC+1 |             |                 |                  | Alingsås Publik: 120 Domare: Amanda Nylund Karman | Alingsås Publik: 120 Domare: Amanda Nylund Karman |
| 14:00 UTC+1 | 14:00 UTC+1 |             |                 |                  | Alingsås Publik: 120 Domare: Amanda Nylund Karman | Alingsås Publik: 120 Domare: Amanda Nylund Karman |

|             | 2 mars 2025 | Hammarby IF                                | 3 – 1           | IF Brommapojkarna    | Hammarby IP                                   |                                               |
| 15:00 UTC+1 | 15:00 UTC+1 | Vilde Hasund 10′ Ellen Wangerheim 22′, 49′ | (2 – 1) Rapport | 37′ Frida Thörnqvist | Stockholm Publik: 1 066 Domare: Eva Svärdsudd | Stockholm Publik: 1 066 Domare: Eva Svärdsudd |
| 15:00 UTC+1 | 15:00 UTC+1 |                                            |                 |                      | Stockholm Publik: 1 066 Domare: Eva Svärdsudd | Stockholm Publik: 1 066 Domare: Eva Svärdsudd |
| 15:00 UTC+1 | 15:00 UTC+1 |                                            |                 |                      | Stockholm Publik: 1 066 Domare: Eva Svärdsudd | Stockholm Publik: 1 066 Domare: Eva Svärdsudd |

|             | 8 mars 2025 | Alingsås IF | 0 – 4           | Hammarby IF                                     | Gerdskenvallen                            |                                           |
| 15:00 UTC+1 | 15:00 UTC+1 |             | (0 – 2) Rapport | 19′, 44′, 72′ Ellen Wangerheim 87′ Lotta Ökvist | Alingsås Publik: 301 Domare: Maral Mirzai | Alingsås Publik: 301 Domare: Maral Mirzai |
| 15:00 UTC+1 | 15:00 UTC+1 |             |                 |                                                 | Alingsås Publik: 301 Domare: Maral Mirzai | Alingsås Publik: 301 Domare: Maral Mirzai |
| 15:00 UTC+1 | 15:00 UTC+1 |             |                 |                                                 | Alingsås Publik: 301 Domare: Maral Mirzai | Alingsås Publik: 301 Domare: Maral Mirzai |

|             | 9 mars 2025 | Piteå IF      | 1 – 1           | IF Brommapojkarna   | LF Arena                                |                                         |
| 14:00 UTC+1 | 14:00 UTC+1 | Maja Green 5′ | (1 – 1) Rapport | 22′ Louise Lillbäck | Piteå Publik: 461 Domare: Eva Svärdsudd | Piteå Publik: 461 Domare: Eva Svärdsudd |
| 14:00 UTC+1 | 14:00 UTC+1 |               |                 |                     | Piteå Publik: 461 Domare: Eva Svärdsudd | Piteå Publik: 461 Domare: Eva Svärdsudd |
| 14:00 UTC+1 | 14:00 UTC+1 |               |                 |                     | Piteå Publik: 461 Domare: Eva Svärdsudd | Piteå Publik: 461 Domare: Eva Svärdsudd |

|             | 16 mars 2025 | Hammarby IF                          | 3 – 1           | Piteå IF           | Hammarby IP                                    |                                                |
| 15:00 UTC+1 | 15:00 UTC+1  | Ellen Wangerheim 16′, 44′ 57′ (sjm.) | (2 – 0) Rapport | 74′ Sharon Sampson | Stockholm Publik: 982 Domare: Lovisa Johansson | Stockholm Publik: 982 Domare: Lovisa Johansson |
| 15:00 UTC+1 | 15:00 UTC+1  |                                      |                 |                    | Stockholm Publik: 982 Domare: Lovisa Johansson | Stockholm Publik: 982 Domare: Lovisa Johansson |
| 15:00 UTC+1 | 15:00 UTC+1  |                                      |                 |                    | Stockholm Publik: 982 Domare: Lovisa Johansson | Stockholm Publik: 982 Domare: Lovisa Johansson |

|             | 16 mars 2025 | IF Brommapojkarna                                   | 3 – 0           | Alingsås IF | Grimsta IP                                   |                                              |
| 15:00 UTC+1 | 15:00 UTC+1  | Ida Bengtsson 30′, 53′ Joanna Aalstad Bækkelund 45′ | (2 – 0) Rapport |             | Stockholm Publik: 52 Domare: Camilla Friberg | Stockholm Publik: 52 Domare: Camilla Friberg |
| 15:00 UTC+1 | 15:00 UTC+1  |                                                     |                 |             | Stockholm Publik: 52 Domare: Camilla Friberg | Stockholm Publik: 52 Domare: Camilla Friberg |
| 15:00 UTC+1 | 15:00 UTC+1  |                                                     |                 |             | Stockholm Publik: 52 Domare: Camilla Friberg | Stockholm Publik: 52 Domare: Camilla Friberg |

### Grupp 4
| Nr | Lag               | S | V | O | F | GM | IM | MS | P |
| -- | ----------------- | - | - | - | - | -- | -- | -- | - |
| 1  | IFK Norrköping    | 3 | 2 | 1 | 0 | 4  | 1  | +3 | 7 |
| 2  | Kristianstads DFF | 3 | 2 | 0 | 1 | 3  | 2  | +1 | 6 |
| 3  | AIK               | 3 | 1 | 0 | 2 | 3  | 5  | −2 | 3 |
| 4  | KIF Örebro        | 3 | 0 | 1 | 2 | 2  | 4  | −2 | 1 |

|             | 1 mars 2025 | IFK Norrköping      | 1 – 1           | KIF Örebro         | Platinumcars Arena                          |                                             |
| 15:00 UTC+1 | 15:00 UTC+1 | Svea Rehnberg 90+3′ | (0 – 0) Rapport | 56′ Vera Andersson | Norrköping Publik: 324 Domare: Amane Kandas | Norrköping Publik: 324 Domare: Amane Kandas |
| 15:00 UTC+1 | 15:00 UTC+1 |                     |                 |                    | Norrköping Publik: 324 Domare: Amane Kandas | Norrköping Publik: 324 Domare: Amane Kandas |
| 15:00 UTC+1 | 15:00 UTC+1 |                     |                 |                    | Norrköping Publik: 324 Domare: Amane Kandas | Norrköping Publik: 324 Domare: Amane Kandas |

|             | 2 mars 2025 | Kristianstads DFF                  | 2 – 1           | AIK            | Kristianstads arenaområde                         |                                                   |
| 15:00 UTC+1 | 15:00 UTC+1 | Remy Siemsen 59′ Alice Nilsson 68′ | (0 – 0) Rapport | 74′ Ella Reidy | Kristianstad Publik: 153 Domare: Lovisa Johansson | Kristianstad Publik: 153 Domare: Lovisa Johansson |
| 15:00 UTC+1 | 15:00 UTC+1 |                                    |                 |                | Kristianstad Publik: 153 Domare: Lovisa Johansson | Kristianstad Publik: 153 Domare: Lovisa Johansson |
| 15:00 UTC+1 | 15:00 UTC+1 |                                    |                 |                | Kristianstad Publik: 153 Domare: Lovisa Johansson | Kristianstad Publik: 153 Domare: Lovisa Johansson |

|             | 9 mars 2025 | KIF Örebro | 0 – 1           | Kristianstads DFF | Behrn Arena                             |                                         |
| 17:00 UTC+1 | 17:00 UTC+1 |            | (0 – 0) Rapport | 46′ Beata Olsson  | Örebro Publik: 57 Domare: Erik Enerholm | Örebro Publik: 57 Domare: Erik Enerholm |
| 17:00 UTC+1 | 17:00 UTC+1 |            |                 |                   | Örebro Publik: 57 Domare: Erik Enerholm | Örebro Publik: 57 Domare: Erik Enerholm |
| 17:00 UTC+1 | 17:00 UTC+1 |            |                 |                   | Örebro Publik: 57 Domare: Erik Enerholm | Örebro Publik: 57 Domare: Erik Enerholm |

|             | 10 mars 2025 | IFK Norrköping                             | 2 – 0           | AIK | Platinumcars Arena                              |                                                 |
| 19:00 UTC+1 | 19:00 UTC+1  | Vesna Milivojevic 58′ Wilma Leidhammar 70′ | (0 – 0) Rapport |     | Norrköping Publik: 336 Domare: George Jansizian | Norrköping Publik: 336 Domare: George Jansizian |
| 19:00 UTC+1 | 19:00 UTC+1  |                                            |                 |     | Norrköping Publik: 336 Domare: George Jansizian | Norrköping Publik: 336 Domare: George Jansizian |
| 19:00 UTC+1 | 19:00 UTC+1  |                                            |                 |     | Norrköping Publik: 336 Domare: George Jansizian | Norrköping Publik: 336 Domare: George Jansizian |

|             | 16 mars 2025 | Kristianstads DFF | 0 – 1           | IFK Norrköping        | Kristianstads arenaområde          |                                    |
| 17:00 UTC+1 | 17:00 UTC+1  |                   | (0 – 0) Rapport | 90′ Jada Conijnenberg | Kristianstad Domare: Selma Griberg | Kristianstad Domare: Selma Griberg |
| 17:00 UTC+1 | 17:00 UTC+1  |                   |                 |                       | Kristianstad Domare: Selma Griberg | Kristianstad Domare: Selma Griberg |
| 17:00 UTC+1 | 17:00 UTC+1  |                   |                 |                       | Kristianstad Domare: Selma Griberg | Kristianstad Domare: Selma Griberg |

|             | 16 mars 2025 | AIK                       | 2 – 1           | KIF Örebro              | Skytteholms IP                           |                                          |
| 17:00 UTC+1 | 17:00 UTC+1  | Nova Selin 17′ 50′ (sjm.) | (1 – 1) Rapport | 1′ Helene Gross-Benberg | Stockholm Publik: 328 Domare: Ulrica Löv | Stockholm Publik: 328 Domare: Ulrica Löv |
| 17:00 UTC+1 | 17:00 UTC+1  |                           |                 |                         | Stockholm Publik: 328 Domare: Ulrica Löv | Stockholm Publik: 328 Domare: Ulrica Löv |
| 17:00 UTC+1 | 17:00 UTC+1  |                           |                 |                         | Stockholm Publik: 328 Domare: Ulrica Löv | Stockholm Publik: 328 Domare: Ulrica Löv |